# Tommy Town
Tommy Town, född 7 april 1893, död 29 mars 1957, var en friidrottare från Kanada. Han deltog vid olympiska sommarspelen 1920.